# AirPano
AirPano («АирПано») — некоммерческий фотопроект, созданный командой энтузиастов, специализирующихся на панорамных фотографиях и видео высокого разрешения.
Съёмки в основном ведутся с воздуха, с использованием радиоуправляемых дронов, а также вертолётов, самолётов, дирижаблей, воздушных шаров. Команда AirPano осуществила съёмки во многих наиболее значимых и интересных городах и уголках нашей планеты. На сайте проекта представлено более 3000 панорам, показывающих с воздуха более 300 известных точек Земли, включая Северный полюс, Антарктиду, величайшие водопады планеты, старт ракеты, и даже съёмки из стратосферы. В отличие от обычной фотографии, рассматривая которую зритель ограничен размерами отпечатка, или от видеозаписи, где всё происходит в соответствии со сценарием режиссёра, в сферической панораме зритель как бы переносится в точку съёмки.
В 2012 году проект AirPano стал лауреатом конкурса «Премия Рунета 2012». В 2013 году стал обладателем гранта Русского географического общества, который был вручён президентом Российской Федерации — Владимиром Путиным.
Участники проекта: Олег Гапонюк, Андрей Зубец, Дмитрий Моисеенко, Майк Рейфман, Иван Росляков, Сергей Румянцев, Станислав Седов, Сергей Шандин, Сергей Семенов, Максим Насекин, Андрей Сударчиков, Варвара Панина, Анастасия Баринова, Николай Денисов, Константин Редько, Ольга Алескандрова.